# 拉卡雷拉
拉卡雷拉，是西班牙卡斯蒂利亚-莱昂阿维拉省的一个市镇。 总面积14km2, 总人口255人（2001年），人口密度18人/km2。